# Landesschülervertretung des Saarlandes
| Allgemeines                                 | Allgemeines                                                                 |
| ------------------------------------------- | --------------------------------------------------------------------------- |
| Landesschülersprecher                       | Hasan Aljomaa                                                               |
| Stellvertretende Landesschülersprecherinnen | Charlotte Hüther und Mona Abel                                              |
| Letzte Konstituierung                       | 31. März 2023                                                               |
| Sitz                                        | Landesschülervertretung des Saarlandes Trierer Straße 33, 66111 Saarbrücken |
| Website                                     | https://lsvsaar.de/                                                         |

Die Landesschülervertretung des Saarlandes (kurz: „LSV Saar“) ist die offizielle Landesschülervertretung des Saarlandes und vertritt die Interessen von etwa 100.000 Schülern aller Schulformen gegenüber der Politik und der Öffentlichkeit. Grundlage für diesen Vertretungsanspruch ist das Gesetz Nr. 994, über die Mitbestimmung und Mitwirkung im Schulwesen – Schulmitbestimmungsgesetz (SchumG) des saarländischen Landesrechtes.

## Aufgaben
Die Landesschülervertretung diskutiert wichtige schulformübergreifende schulische und organisatorische Fragen. Auf Grundlage dieser, im Landesvorstand verabschiedeter Positionen, berät die Landesschülervertretung des Saarlandes das Ministerium für Bildung und Kultur (Saarland) bei Maßnahmen die saarländische Schülerinnen und Schüler betreffen. Außerdem koordiniert die Landesschülervertretung die Arbeit in der Landesschulkonferenz und in den Schulregionenkonferenzen.
Die Landesschülervertretung muss vor Entscheidungen die die Bestimmungen über Schülerleistungen, Versetzungsordnungen sowie Prüfungsordnungen des Saarlandes betreffen, sowie vor Entscheidungen die Rahmen des Schulunterrichts verändern (Ziele, Inhalte, Verfahren und Organisation des Unterrichts). Zudem soll die Meinung der Landesschülervertretung vor allen weiteren den Schulbereich betreffenden Änderungen angehört werden.
Über ihren gesetzlichen Auftrag hinaus, stellt die Landesschülervertretung ein zentrales Bindeglied zwischen Politik, Öffentlichkeit und den Schülerinnen und Schülern des Saarlandes dar und pflegt Kontakte zu allen demokratischen Parteien und kooperiert mit verschiedenen externen Partnern und Stiftung.

## Struktur und Organe
Die LSV Saar ist die offizielle Vertretung für fast alle Schularten, mit Ausnahme der Schulen in privater Trägerschaft.
Sie besteht aus folgenden Organen:
- Landesvorstand (LaVo)
- Landesdelegiertenkonferenz (LDK)
- Geschäftsführender Vorstand

Jede Schülervertretung einer saarländischen Schule entsendet einen Delegierten in die Landesdelegiertenkonferenz, aus der sich dann, in einem Rhythmus von zwei Jahren, der Landesvorstand bildet.
Die Landesdelegiertenkonferenz ist das oberste Gremium der LSV Saar.
Sie berät und beschließt alle Positionen der Landesschülervertretung oder beauftragt den Landesvorstand.
´Die Landesdelegiertenkonferenz kommt im Regelfall zweimal in einem Kalenderjahr zusammen.
Der Landesvorstand besteht aus einer oder einem Vorsitzenden, den stellvertretenden Vorsitzenden, den Bereichsleitern Administration, Public & Relation, Politics & Finance, Connections & Representation und Principals & Committees, sowie einer von der LDK festzulegenden Anzahl an Beisitzern.
Der Vorstand hat die Möglichkeit, mit Zustimmung der LDK und einstimmigem Vorstandsbeschluss, weitere Mitglieder in den Vorstand zu kooptieren.

## Weitere leitende Vorstandsmitglieder
| Name                        | Position(en)                         | Zeitraum  |
| --------------------------- | ------------------------------------ | --------- |
| Philip Lukas                | Bereichsleiter Principals & Comitees | 2023–2025 |
| Charlotte Hüther            | Bereichsleiterin Administration      | 2023–2025 |
| Michelle Becker             | Bereichsleiterin Politics & Finance  | 2023–2025 |
| Sedra Aljomaa               | Bereichsleiterin Public & Relation   | 2023–2025 |
| Micah Zimmermann            | Ausschussleiter Recht                | 2023–2025 |
| Michelle Becker Sarah Heinz | Ausschussleiterinnen BNE             | 2023–2025 |
| Raphael Gafurow             | Pressesprecher                       | 2023–2025 |

## Sonstiges
Die Landesschülervertretung des Saarlandes ist aktives Mitglied der Bundesschülerkonferenz.